# 1920 Bitwa Warszawska
1920 Bitwa Warszawska (în traducere liberă, 1920 Bătălia Varșoviei) este un film polonez din 2011 în regia lui Jerzy Hoffman, care prezintă evenimente din timpul Războiului Polono-Sovietic.

## Subiectul filmului
Bătălia de la Varșovia din 1920 este un film istoric despre una dintre cele mai importante lupte din istorie. De asemenea, este unul dintre primele filme din Europa realizate în 3D și primul de acest gen din Polonia.
Acțiunea se desfășoară în Varșovia anului 1920. Jan, poet și soldat, o cere în căsătorie pe iubita sa Ola, actriță de cabaret, după ce primește ordinul de plecare pe front. 
Ultimele scene ale filmului urmăresc marea luptă din Varșovia, care nu va schimba doar destinele lui Jan și al Olei, ci și al Europei. Pe lângă personajele fictive, în film se regăsesc și personalități istorice: mareșalul Józef Piłsudski, generalul Tadeusz Rozwadowski, generalul Wieniawa-Długoszowski, Lenin sau Stalin.

## Producția filmului
Filmările au început pe 29 iunie și s-au terminat pe 30 septembrie 2010. Filmul a fost finanțat de Bank Zachodni WBK și Polski Instytut Sztuki Filmowej, având un buget de 27 de milioane de zloți (în jur de 9 milioane de dolari).

## Distribuție
- Daniel Olbrychski - Józef Piłsudski
- Borys Szyc - Jan Krynicki, poet, soldat
- Natasza Urbańska - Ola Raniewska, soția lui Jan, actriță de cabaret
- Marian Dziędziel - gen. Tadeusz Rozwadowski
- Bogusław Linda - col. Bolesław Wieniawa-Długoszowski
- Jerzy Bończak - căpitanul Kostrzewa
- Ewa Wiśniewska - Ada
- Stanisława Celińska - pani Zdzisia
- Adam Ferency - czekista Bykowski
- Olga Kabo - Sofia Nikołajewna
- Łukasz Garlicki - preotul Ignacy Skorupka
- Wojciech Solarz - Samuel
- Piotr Głowacki - Anatol
- Andrzej Strzelecki - Wincenty Witos
- Wiktor Zborowski - Charles de Gaulle
- Wojciech Pszoniak - gen. Maxime Weygand
- Bartosz Opania - col. Bolesław Jaźwiński
- Nikołaj Ortynski - comandantul bolșevicilor
- Aleksander Domogarow - Kryszkin
- Dariusz Biskupski - Ratajczak
- Ewa Wencel - Więcławska
- Marek Kossakowski - Jones
- Artur Owczarek - jurnalistul american
- Jacek Poniedziałek - Józef Haller
- Józef Duriasz - Władysław Sikorski
- Michał Żebrowski - Władysław Grabski
- Aleksandr Choszabajew - Mihail Tuhacevski
- Grażyna Szapołowska - Korwin-Piotrowska
- Igor Guzun - Iosif Stalin
- Wiktor Bałabanow - Vladimir Ilici Lenin